# Bolkiah do Brunei
Bolkiah, também conhecido como Nakhoda Ragam, foi o 5º Sultão de Brunei. Ele ascendeu ao trono após a abdicação de seu pai, o sultão Sulaiman, e governou Brunei de 1485 a 1524. Seu reinado marcou a Idade de Ouro de Brunei e viu o Sultanato se tornar um poder proeminente do arquipélago malaio. Bolkiah frequentemente viajava para o exterior para obter novas ideias para o desenvolvimento do país, bem como buscar sugestões de seus vários chefes. Diz-se que seu nome foi mantido por seu pai após o clã Ba'Alawi Sayyed Ba-Awalqhiyyah que ganhou o controle sobre grande parte do reino iemenita de Hadramaute.

## Reinado
O reinado do sultão Bolkiah é considerado a idade de ouro de Brunei. Diz-se que seu domínio incluía as atuais Sarawak e Sabah em Bornéu, bem como o arquipélago de Manila e Sulu nas Filipinas. Há também a possibilidade de que sua soberania também se estenda a Kalimantan, incluindo Sambas, Kotaringin, Pontianak, Banjar, Barau e Bolongan.
Sultan Bolkiah foi mencionado em Silsilah Raja-Raja Berunai como o sultão de Brune que "derrotou os estados de Suluk e Seludong". Hugh Low, um administrador colonial britânico no século XIX, identificou Seludong como Manila. No entanto, argumentou-se que Seludong não era Manila, mas o rio Serudong em Sabah, que se dizia ser controlado pelo sultanato de Sulu naquela época.
Diz-se que a visita de Antonio Pigafetta a Brunei em 1521 ocorreu durante seu reinado.
A vitória do sultão Bolkiah sobre Seludong (atual Manila) ao derrotar Rajah Suko de Tundun em Luzon e seu casamento com Laila Menchanai, filha do sultão de Sulu, Amir Ul-Ombra, ampliou a influência de Brunei nas Filipinas.
Isso aumentou a riqueza de Brunei, bem como estendeu os ensinamentos islâmicos na região, resultando na influência e poder de Brunei atingindo seu pico durante este período. O governo de Bolkiah atingiu essencialmente todo o litoral de Bornéu, tão ao sul quanto Banjarmasin, e tão ao norte quanto a ilha de Luzon, incluindo Seludong (atual Manila) nas Filipinas.
Uma tradição afirma que Bolkiah se casou com uma princesa javanesa. Diz-se também que seus seguidores se casaram com o povo Brunei, que se tornou os ancestrais do grupo étnico Kedayano.
Outra tradição afirma que Bolkiah era casado com Laila Menchanai, filha de Sulu Sultan Amir Ul-Ombra e Datu Kemin.
Após sua morte, ele foi sucedido por seu filho, Abdul Kahar. Ele foi enterrado em Kota Batu com sua esposa, a princesa Leila Mechanai.